# Гоумвуд (Іллінойс)
Гоумвуд (англ. Homewood) — селище (англ. village) в США, в окрузі Кук штату Іллінойс. Населення — 19 463 особи (2020).

## Географія
Гоумвуд розташований за координатами 41°33′34″ пн. ш. 87°39′43″ зх. д. / 41.55944° пн. ш. 87.66194° зх. д. (41.559422, -87.662025).  За даними Бюро перепису населення США в 2010 році селище мало площу 13,62 км², з яких 13,50 км² — суходіл та 0,13 км² — водойми.

## Демографія
Згідно з переписом 2010 року, у селищі мешкали 19 323 особи в 7558 домогосподарствах у складі 5143 родин. Густота населення становила 1419 осіб/км².  Було 7970 помешкань (585/км²).
Расовий склад населення:
| - 59,5 % — білих - 34,1 % — чорних або афроамериканців - 1,4 % — азіатів - 0,1 % — корінних американців - 2,1 % — осіб інших рас |

До двох чи більше рас належало 2,7 %. Частка іспаномовних становила 5,9 % від усіх жителів.
За віковим діапазоном населення розподілялося таким чином: 24,5 % — особи молодші 18 років, 61,0 % — особи у віці 18—64 років, 14,5 % — особи у віці 65 років та старші. Медіана віку мешканця становила 41,6 року. На 100 осіб жіночої статі у селищі припадало 86,6 чоловіків;  на 100 жінок у віці від 18 років та старших — 81,9 чоловіків також старших 18 років.
Середній дохід на одне домашнє господарство  становив 83 509 доларів США (медіана — 68 384), а середній дохід на одну сім'ю — 99 514 долари (медіана — 86 670). Медіана доходів становила 61 173 долари для чоловіків та 51 719 доларів для жінок. За межею бідності перебувало 7,1 % осіб, у тому числі 7,8 % дітей у віці до 18 років та 5,2 % осіб у віці 65 років та старших.
Цивільне працевлаштоване населення становило 9407 осіб. Основні галузі зайнятості: освіта, охорона здоров'я та соціальна допомога — 34,6 %, науковці, спеціалісти, менеджери — 9,9 %, фінанси, страхування та нерухомість — 9,8 %.